# Cardenete
Cardenete es un municipio y localidad española de la provincia de Cuenca, en la comunidad autónoma de Castilla-La Mancha. El término municipal, situado en la comarca de Serranía Media-Campichuelo y Serranía Baja, tiene una población de 474 habitantes (INE 2024).

## Geografía
Cardenete se encuentra a unos 65 km de la ciudad de Cuenca. El municipio se encuentra al norte del curso del río Guadazaón, que confluye con el Cabriel.

## Historia
A mediados del siglo XIX, el lugar contaba con una población censada de 1582 habitantes. La localidad aparece descrita en el quinto volumen del Diccionario geográfico-estadístico-histórico de España y sus posesiones de Ultramar de Pascual Madoz de la siguiente manera:

CARDENETE: v. con ayunt. en la prov. y dióc. de Cuenca (9 leg.), part. jud. de Cañete, aud. terr. de Albacete, y c. g. de Castilla la Nueva (Madrid). sit. en una pequeña eminencia con esposicion al S., piso cómodo y anchas y dilatadas calles. Tiene una igl. parr. de entrada, servida por un cura, un beneficiado y un sacristan; 3 fuentes, una de ellas cuenta 3 abundantes caños, y á 150 toesas hácia el E. un fuerte cast. que se dice ser fáb. del primer marqués de Moya, por los años 1522. Confina el térm. por N. con Villar del Humo; E. Villora; S. Paracuellos, y O. Monteagudo, y en él se encuentra la casa de campo llamada la Toba: el terreno es muy á propósito para todo género de frutos; tiene en cultivo 5000 fan. y le atraviesa por la parte S., como á 1/4 leg. de la v., el r. Guadazaon y a 3/4 el Cabriel, juntándose ambos á corta dist. de ella. Los caminos son de pueblo á pueblo, y pasa por el que nos ocupa, el que dirige de Requena á la cap. de prov. prod. trigo comun, cebada, legumbres, piñon, miel, azafrán y vino; y á un tiro de fusil de la v. hay un sitio llamado del azabache, cuyo mineral sale envuelto con carbón de piedra. ind. Por los años 1640 tenia una fáb. de paños, muy floreciente; en el dia existen varios tejedores, sastres, 2 herreros y albañil. pobl.: 398 vec., 1582 alm. cap. prod. 3.556,220 rs., imp. 177,811 importe de los consumos 10,934 rs. 32 mrs. El presupuesto municipal asciende á 7000 rs., y se cubre con el producto de un molino, y la parte de piñon que corresponde á propios. Esta pobl. goza el privilegio de villazgo desde el año 1032; y en las inmediaciones del citado cast. segun las ruinas y medallas, y otras inscripciones que se encuentran, dan prueba suficiente de su antigüedad.
(Madoz, 1846, p. 554)

## Demografía
Cardenete cuenta con una población de 474 habitantes (INE 2024).
| Gráfica de evolución demográfica de Cardenete entre 1842 y 2021                                                     |
| |
| Población de derecho según los censos de población del INE Población de hecho según los censos de población del INE |

## Patrimonio
- Ermita de San Antonio de Padua,[3] de corte neoclásico.
- Iglesia de la Asunción,[4] del siglo XVI.
- Castillo de Cardenete,[5] construido por el primer marqués de Moya a comienzos del siglo XVI.[1]
- Ayuntamiento, edificio del siglo XVIII.

## Fiestas
- Sanochaores, fiesta que se celebra en agosto, en su vertiente religiosa en honor a la Virgen de la Asunción, aunque en la actualidad predomina la vertiente lúdico-festiva. Las fechas son del 9 al 15 de agosto, durante estas fechas la población del pueblo se triplica, organizado por la Peña de Los Sanochaores. En la actualidad las fiestas duran una semana y finalizan siempre el día 15 de agosto. Comienzan con la tradicional apertura del Olmo (emblema de la Peña Los Sanochaores) y una cabalgata por el pueblo, amenizada por una charanga. Por la noche la presentación de las reinas y damas de las fiestas y, terminada ésta, verbena en la plaza. Durante toda la semana se realizan actividades deportivas, lúdicas y culturales de diversa índole (carrera popular, fútbol-sala, natación, ajedrez, baloncesto, pesca, juegos de mesa, tiro al plato, rally humorístico, concurso de disfraces, de boleo, de tiro al barrón ....) para diversas edades, verbenas populares en la plaza del pueblo, concurso de migas, diversas actividades para niños, teatros y espectáculos de variedades. El día culminante de las fiestas llega el 15 de agosto, día de la Asunción, al amanecer y al terminar la última de las verbenas, una charanga se encarga de despertar a los cardeneteros para que acompañen a la Virgen en procesión hasta la Ermita de San Antonio, donde se celebra una misa. Concluida ésta, se ofrece un desayuno a base de chocolate y magdalenas ofrecido por la Peña y amenizado por la charanga. Por la noche, se celebra el tradicional concurso de migas en la Calle De la Iglesia. Después tiene lugar el tradicional cierre del Olmo (simbólicamente con un candado) que indica que han finalizado las fiestas, que permanecerá cerrado hasta que comiencen las fiestas del año siguiente.
- 13 de junio, fiestas en honor del patron del pueblo, San Antonio de Padua.
- 12 de octubre, fiestas de la patrona, la Virgen del Pilar. Fueron, durante muchos años, las más populares y celebradas. En la actualidad han cedido este galardón a las celebradas durante el mes de agosto. Durante el día de la "Pilarica" se realiza la procesión con la imagen de la patrona por todo el pueblo. Además de los actos religiosos, se organizan otros actos culturales.
- Semana Santa, al comienzo de la primavera, se celebra la Semana Santa, una festividad principalmente religiosa. Durante estos días se realizan distintas procesiones, misas y otros actos.
- Además de las celebraciones religiosas, también se celebran las fiestas de los Quintos. Cada año, todos los integrantes de la quinta, pasan estos días juntos en una casa y se encargan de organizar las verbenas del pueblo. También son los encargados de llevar los pasos en cada una de las procesiones, y de montar la tradicional enramá en la puerta de la iglesia, consistente en un arco realizado con cuatro pinos forrados con otras plantas y distintos adornos.
- Carnaval.